# Pilar do Sul
Pilar do Sul est une municipalité de l'État de São Paulo au Brésil.
Sa population était estimée à 28 455 habitants en 2009. Elle s'étend sur 682,395 km2.
Elle est située dans la Microrégion de Piedade dans la Mésorégion macro métropolitaine de l'État de São Paulo.